# Chrysiptera springeri
 Chrysiptera springeri és una espècie de peix de la família dels pomacèntrids i de l'ordre dels perciformes.

## Morfologia
Els mascles poden assolir els 5,5 cm de longitud total.

## Distribució geogràfica
Es troba a Indonèsia (Illes Moluques i Flores) i Filipines.